# Larimus
Larimus is een geslacht van straalvinnige vissen uit de familie van de ombervissen (Sciaenidae). Het geslacht is voor het eerst wetenschappelijk beschreven in 1830 door Cuvier & Valenciennes.

## Soorten
- Larimus acclivis Jordan & Bristol, 1898
- Larimus argenteus (Gill, 1863)
- Larimus breviceps Cuvier, 1830
- Larimus effulgens Gilbert, 1898
- Larimus fasciatus Holbrook, 1855
- Larimus pacificus Jordan & Bollman, 1890